# GNU CAP
GNU CAP (GNU Circuit Analysis Package) — программа моделирования электрических схем общего назначения. Автор программы, Альберт Дэвис, начал писать её в 1993 г. GNU CAP является частью Проекта GNU.
Программа выполняет нелинейные виды анализа, такие как расчёт статического режима по постоянному току и временной анализ, анализ Фурье и частотный анализ, линеаризованный в рабочей точке. Программа поддерживает интерактивный командный режим работы. Кроме того она может быть запущена в пакетном режиме или как сервер. Вывод производится по ходу моделирования.